# Rose Ausländer
Rosalie (Rose) Beatrice, de domo Scherzer, primo voto Ausländer (ur. 11 maja 1901 w Czerniowcach, Austro-Węgry, zm. 3 stycznia 1988 w Düsseldorfie, RFN) – żydowska poetka liryczna, pochodząca z Bukowiny, tworząca w językach niemieckim i angielskim, zamieszkała w Rumunii, Stanach Zjednoczonych i Niemczech.

## Życiorys
Rodzice Rosy pochodzili ze środowiska ortodoksyjnych Żydów miasteczka Sadagóry (obecnie dzielnica Czerniowiec), ale zaliczali się do liberalnych wolnomyślicieli, byli wiernymi obywatelami Monarchii Austro-Węgierskiej, a zarazem pielęgnowali tradycje żydowskie.
Rodzina Rosy Scherzer opuściła Czerniowce w 1916 roku, przed nadejściem wojsk rosyjskich i udała się do Budapesztu, a następnie do Wiednia, gdzie Rosa ukończyła jednoroczną szkołę handlową (1919/1920). W 1920 roku powróciła do należących do Rumunii Czerniowiec i rozpoczęła pracę w kancelarii adwokackiej, studiując literaturę i filozofię na Uniwersytecie w Czerniowcach. W tym samym roku, po śmierci ojca, przerwała studia.
Wraz z kolegą ze studiów Ignacym Ausländerem w 1921 roku wyemigrowała do USA, gdzie rozpoczęła pracę księgowej w wydawnictwie i zaczęła tworzyć poezję. 19 października 1923 roku poślubiła Ignacego Ausländera, lecz już w 1926 roku rozwiodła się z nim. W tym samym roku otrzymała obywatelstwo USA.
W 1927 roku powróciła do Czerniowiec aby opiekować się chorą matką. Tam poznała dziennikarza Heliosa Hechta i wraz z nim w 1928 roku powróciła do Nowego Jorku. W następnych latach rozpoczęła publikację wierszy i felietonów w niemieckojęzycznych czasopismach amerykańskich.
W 1931 roku ponownie powróciła wraz z Heliosem Hechtem do Czerniowiec. Tam publikowała wiersze i artykuły w prasie, tłumaczyła z języka jidysz i angielskiego oraz uczyła języka angielskiego. W 1934 roku rozstała się z Heliosem Hechtem. W 1937 roku utraciła obywatelstwo USA.
Przy poparciu niemieckojęzycznego autora Alfreda Margul-Sperbera w 1939 roku ukazał się tom poezji Der Regenbogen (Tęcza), ceniony przez krytykę, lecz niemający powodzenia wśród czytelników.

W obawie przed nadchodzącą wojną w 1939 roku ponownie wyjechała do USA, lecz w tym samym roku powróciła do Czerniowiec aby opiekować się chorą matką. W 1940 roku wojska radzieckie okupowały Czerniowce. Rose Ausländer została aresztowana jako rzekomy szpieg amerykański, a po czterech miesiącach zwolniona z więzienia. Pracowała jako pielęgniarka w klinice okulistycznej.
W 1941 roku Czerniowce ponownie znalazły się pod władzą Rumunii. Jako Żydówka znalazła się w getcie, gdzie poznała Paula Celana. Do wiosny 1944 roku przetrwała w ukryciu, a po zajęciu Czerniowiec przez Armię Czerwoną pracowała w miejskiej bibliotece w Czerniowcach. W grudniu 1945 wystąpiła o paszport w celu wyjazdu do Rumunii. W sierpniu 1946 przybyła do Bukaresztu, we wrześniu 1946 przez Konstancę opuściła Rumunię i dotarła do Nowego Jorku. Do 1956 roku pisała wiersze wyłącznie w języku angielskim. Pod wpływem spotkania z Paulem Celanem w 1957 roku unowocześniła swój styl literacki.
W 1964 roku zamieszkała w Wiedniu, a w 1965 w Düsseldorfie. Do 1971 roku podróżowała po Europie, a w latach 1968–1969 po raz ostatni odwiedziła USA.
W 1972 roku przeniosła się do domu starców gminy żydowskiej Düsseldorfu. Po złamaniu szyjki kości udowej w 1977 roku nie opuszczała już swojego pokoju i zajmowała się wyłącznie twórczością poetycką.

## Poezje
- 1939: Der Regenbogen (Tęcza)
- 1956: Nachtzauber (Czar nocy)
- 1965: Blinder Sommer (Ślepe lato)
- 1965: Schallendes Schweigen (Dźwięczne milczenie)
- 1967: 36 Gerechte (36 sprawiedliwych)
- 1974: Ohne Visum (Bez wizy)
- 1975: Andere Zeichen (Inne znaki)
- 1976: Gesammelte Gedichte (Wiersze zebrane)
- 1976: Noch ist Raum (Jeszcze jest miejsce)
- 1977: Doppelspiel (Podwójna gra)
- 1978: Aschensommer (Lato popiołu)
- 1978: Mutterland (Kraj matczyny)
- 1978: Es bleibt noch viel zu sagen (Pozostało wiele do powiedzenia)
- 1979: Ein Stück weiter (Krok dalej)
- 1980: Einverständnis (Zgoda)
- 1981: Mein Atem heißt jetzt (Mój oddech nazywa się teraz...)
- 1981: Im Atemhaus wohnen (Mieszkać w domu oddechu)
- 1981: Einen Drachen reiten (Ujeżdżać smoka)
- 1982: Mein Venedig versinkt nicht (Moja Wenecja nie pogrąży się)
- 1982: Südlich wartet ein wärmeres Land (Na południu czeka cieplejszy kraj)
- 1983: So sicher atmet nur Tod (Tak pewnie oddycha tylko śmierć)
- 1984: Tränen (Łzy)
- od 1984: Gesammelte Werke (bis 1990) (Dzieła zebrane – do 1990)
- 1987: Ich spiele noch (Jeszcze gram)
- 1987: Der Traum hat offene Augen (Sen ma otwarte oczy)